# 織田バスターミナルセンター

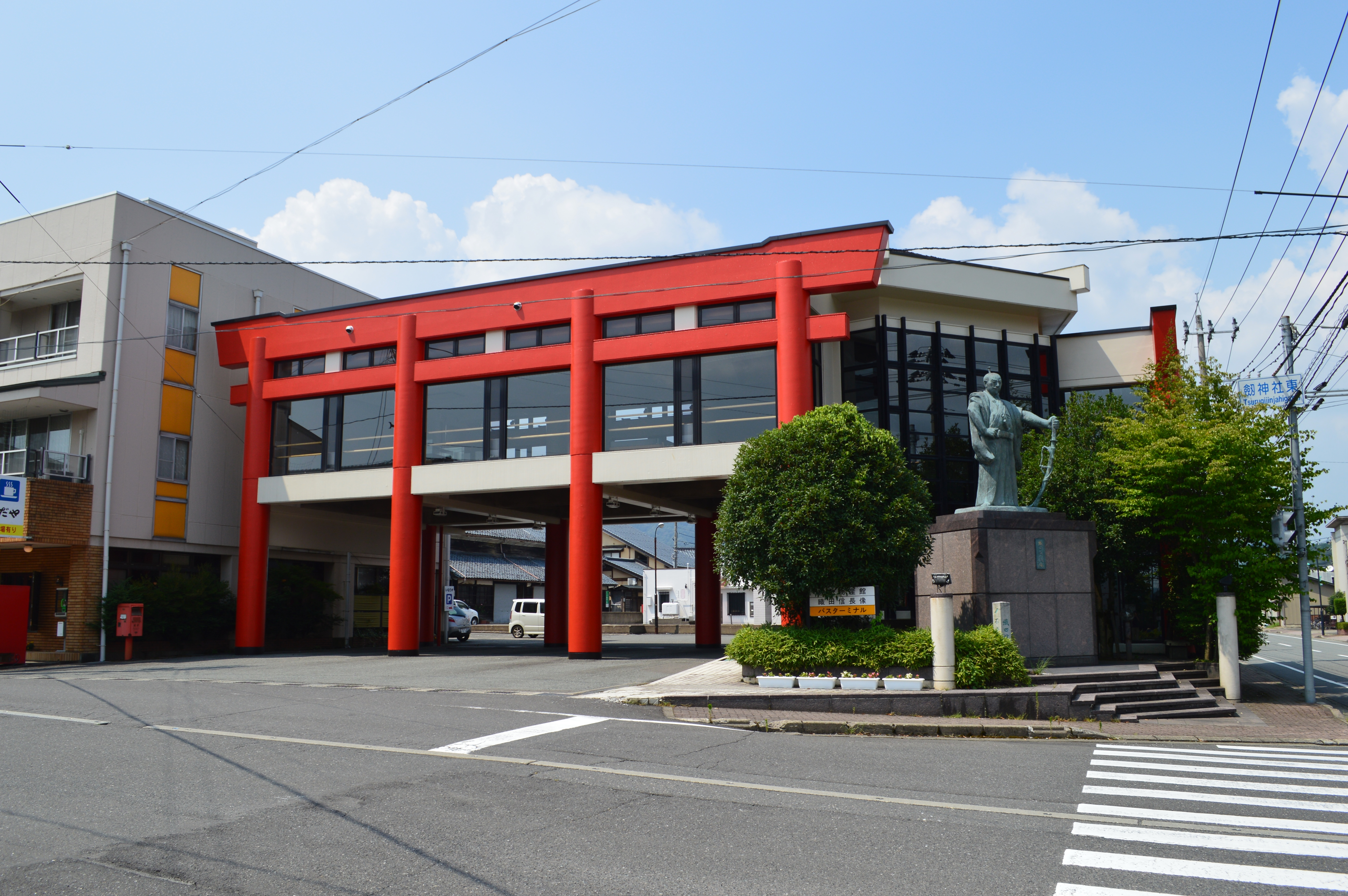
織田バスターミナル

織田バスターミナルセンター（おたバスターミナルセンター）は、福井県丹生郡越前町織田にあるバスターミナルである。
本項では、前身にあたる福井鉄道鯖浦線（廃線）の織田駅（おたえき）についても記述する。

## 概要
越前町のほぼ中央にある織田地区、国道365号「劔神社東」交差点の北西角に位置し、織田駅跡地の一部に「織田町観光物産館」として建てられた施設の1階にある。ただし同館での物産展示は2004年（平成16年）より休止状態であり、2005年（平成17年）2月に織田町を含む4町村が市町村合併によって新たな越前町となる際に、施設全体の名称を「織田バスターミナルセンター」へと改めている。2006年（平成18年）には越前町のコミュニティバス「フレンドリー号」運行開始とともに複数路線が発着、町外へ向かう路線バスとの重要な結節点ともなっている。

## バスターミナル設備
建物は鳥居を模したデザイン、出入口前の交差点角に建立されている織田信長の立像が特徴となっているなど、外観の規模は同町朝日地区（旧朝日町）の町役場近くにある西田中バスターミナルよりも大きい。
バスは東側から入場し、3面3線のプラットホームを持つバースを経て南側に出場する。バス発着場以外のビル1階部分は観光物産館のホール兼バス待合所としていたが、物産展示休止後は1階部分を待合所としてのみ開放し、展示物があった2階への階段は閉鎖されている。このほか、便所が設置されている。

## バスのりば
路線バスのりばは待合所からみて手前から1番、2番、3番となっており、民間事業者のバス停留所名は「織田」、越前町は「織田バスターミナル」となっている。
| のりば番号               | 事業主体 | 路線                                   | 行先                                                           |
| ------------------------ | -------- | -------------------------------------- | -------------------------------------------------------------- |
| 1 （武生・かれい崎方面） | 越前町   | コミュニティバス「フレンドリー号」     | 環状ルート（右回り）、環状ルート（左回り）、越前地区巡回ルート |
| 1 （武生・かれい崎方面） | 越前町   | デマンドタクシー「チョイソコえちぜん」 | チョイソコおたみや号＜宮崎織田区域＞                           |
| 1 （武生・かれい崎方面） | 福井交通 | デマンドタクシー「ほやほや号」         | 織田ルート                                                     |
| 1 （武生・かれい崎方面） | 福井鉄道 | 武生-越前海岸線                        | たけふ新駅（越前市）                                           |
| 1 （武生・かれい崎方面） | 福井鉄道 | 武生-越前海岸線、鯖浦線                | かれい崎                                                       |
| 2 （神明・鯖江方面）     | 福井鉄道 | 鯖浦線                                 | 北鯖江駅（鯖江市）                                             |

3番のりば（福井方面）は2024年（令和6年）10月1日以降、バスの発着がない。

## 周辺
南面の道路は織田氏ゆかりの劔神社へと通じている門前町のメインストリート。鉄道駅時代の駅前は袋小路のロータリーであったが、現在は切り通し化された。鉄道駅が廃止されて久しい21世紀においても、周辺には「駅前」の付く看板が多く残っているが、なかには廃止以後に掲げられたものもある。
- 国道365号
- 国道417号
- 福井県道3号福井大森河野線
- 劔神社
- 越前町織田文化歴史館
- 雨田光平記念館
- 越前町織田コミュニティセンター - 旧織田町役場庁舎。越前町役場の出先窓口として織田住民サービス室を設置。
- 鯖江・丹生消防組合消防署丹生分署
- 越前町国民健康保険織田病院
- オタイコ・ヒルズ[1]

## 歴史
- 1928年（昭和3年）11月8日： 鯖浦電気鉄道の織田駅が開業。
- 1945年（昭和20年）8月1日： 福武電気鉄道と合併、福井鉄道鯖浦線の駅となる。
- 1972年（昭和47年）10月12日： 西田中 - 当駅間廃止に伴い織田駅が廃止。
- 2006年（平成18年）6月2日：越前町コミュニティバス開業に伴い、跡地に織田バスターミナル開設。
- 2024年（令和6年）10月1日：ダイヤ改正により福井鉄道福浦線と京福バス79系統清水織田線が廃止され、福井方面の路線バスの発着がなくなる。

## 織田駅
織田駅（おたえき）は、かつて福井県丹生郡織田町織田（現・越前町）にあった福井鉄道鯖浦線の駅（廃駅）である。

### 駅構造
櫛形ホーム2面3線を有する地上駅であった。

### 隣の駅
福井鉄道
鯖浦線
矢倉駅 - 織田駅